# 30-й армейский корпус (вермахт)
30-й армейский корпус (нем. XXX. Armeekorps), сформирован 26 августа 1939 года, уничтожен 24 августа 1944 года советскими войсками.

## Боевой путь корпуса
В 1939—1940 годах дислоцировался на границе с Францией (линия «Зигфрид»).
В апреле 1941 года — участие в захвате Греции.
С 22 июня 1941 года — участие в германо-советской войне, в составе группы армий «Юг». В октябре 1941 участие в штурме советских позиций на Перекопе, преследовании отступающих советских войск и захвате Крыма. Корпус участвовал в первом и втором штурме в Севастополя в октябре-ноябре и декабре 1941 года. В мае 1942 года корпус был основной боевой силой в операции "Охота на дроф" против войск Крымского фронта, вёл бои в районе Керчи в результате которых Крымский фронт был разгромлен. В июне 1942 года войска корпуса участвовали в решающем штурме и взятии Севастополя.
С сентября 1942 30-й корпус был передан группе армий "Север" — бои под Ленинградом. Часть войск советской 41-й армии Калининского фронта, атаковавших в районе города Белый, оказались в «котле», в создании которого приняли участие переброшенные части немецкого 30-го армейского корпуса генерала М. Фреттер-Пико. К 8 декабря 1942 года советские войска были полностью окружены. Бои в кольце продолжались до 15 декабря 1942 года, когда остатки окружённых частей прорвались к основным силам армии, потеряв почти всю технику.
В 1943 году — бои на реке Донец, затем отступление на Украину. В 1944 году — бои на Днепре, затем на Днестре, в Молдавии составом Балтинско-Кодымской группировки. В августе 1944 — корпус уничтожен в ходе Ясско-Кишинёвской операции советских войск.

## Состав корпуса
В сентябре 1941:
- 22-я пехотная дивизия
- 46-я пехотная дивизия

В июне 1942:
- 72-я пехотная дивизия
- 170-я пехотная дивизия
- 28-я лёгкая пехотная дивизия

В июле 1943:
- 38-я пехотная дивизия
- 62-я пехотная дивизия
- 387-я пехотная дивизия

## Командующие корпусом
- С 25 марта 1941 — генерал-лейтенант Ойген Отт
- С 10 мая 1941 — генерал пехоты Ханс фон Зальмут
- С 27 декабря 1941 — генерал-майор (с 15 января 1942 — генерал-лейтенант, с 1 июня 1942 — генерал артиллерии) Максимилиан Фреттер-Пико
- С 16 июля 1944 — генерал-лейтенант Георг Постель (30 августа 1944 взят в советский плен)
- С 23 ноября по 16 декабря 1944 — генерал-лейтенант Фридрих-Вильгельм Нойман